# موسيقيو تيتانيك

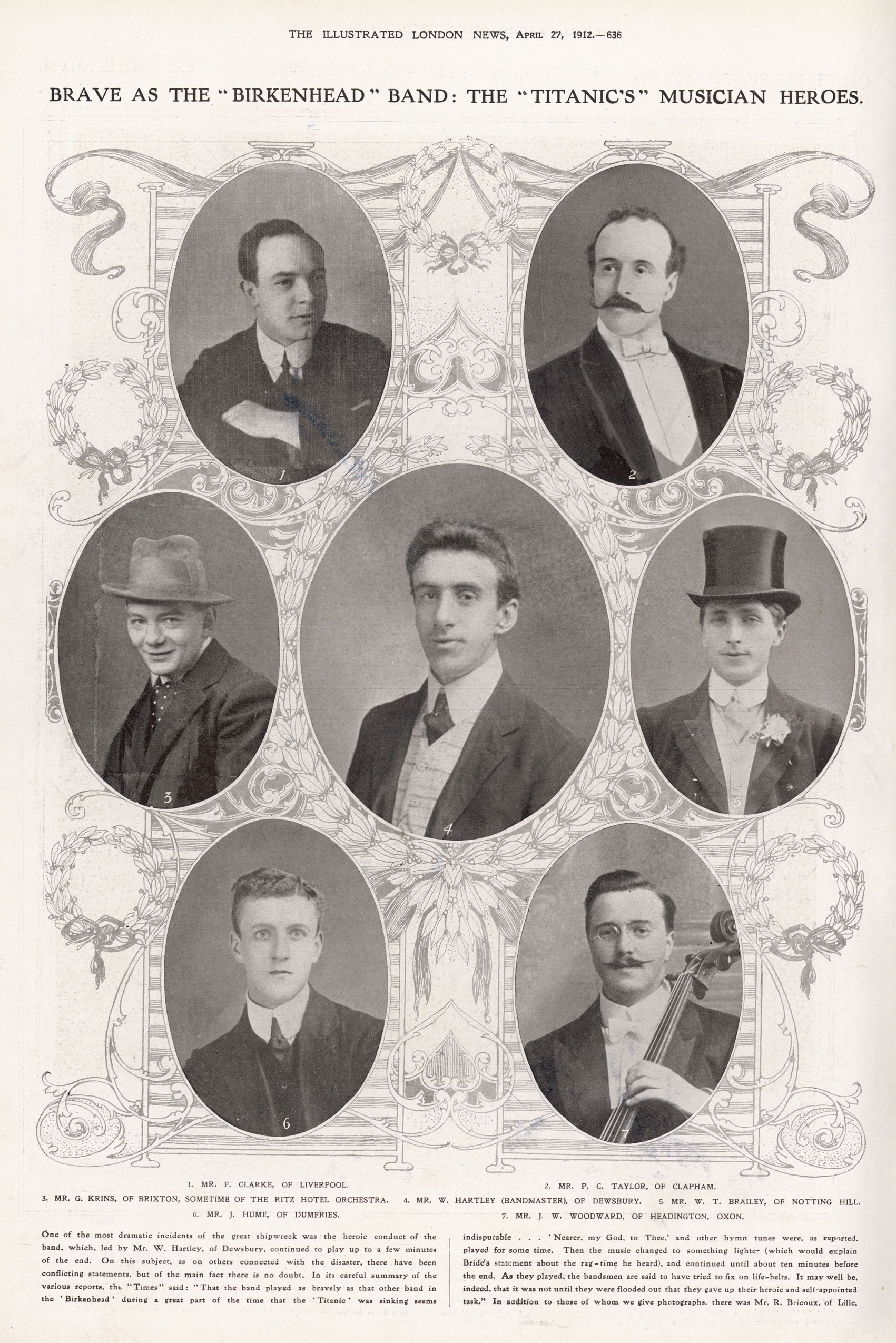
بوستر لفريقي موسيقيو تيتانيك، من الأعلى: كلارك. تايلور. الوسط: كرينس ، هارتلي ، برايلي. القاع: هيوم. وودوارد. غير مصور: بريكو.

موسيقيي سفينة تيتانيك الشهيرة والتي غرقت عام 1912، كانت الفرقة مكونة من 8 عازفين عندما بدأت السفينة في الغرق قامت الفرقة الموسيقية بأغرب تصرف وهو القيام بالعزف بهدف تهدئة الركاب لأطول فترة ممكنة ، وبحسب شهادة الناجين من تيتانيك استمرت الفرقة في العزف حتى النهاية وغرقوا مع السفينة.
العديد من الكتاب والمؤرخين أثنوا على موقفهم وأعتبروه مثال للشجاعة والبطولة لأنها ساهمت في تقليل حدة الفزع عند الركاب أثناء عمليات إجلائهم في القوارب.
تم تكريم جميع العازفين وتخليد ذكراهم في العديد من الكتاب التي صدرت عنهم بالإضافة إلى الأعمال التفزيونية وأفلام سينمائية، وتم إقامة العديد من الحفلات في عدة دول تكريماً لهم، كما تم إنشاء نصب تذكاري لهم في عدة مدن في بريطانيا وأستراليا.

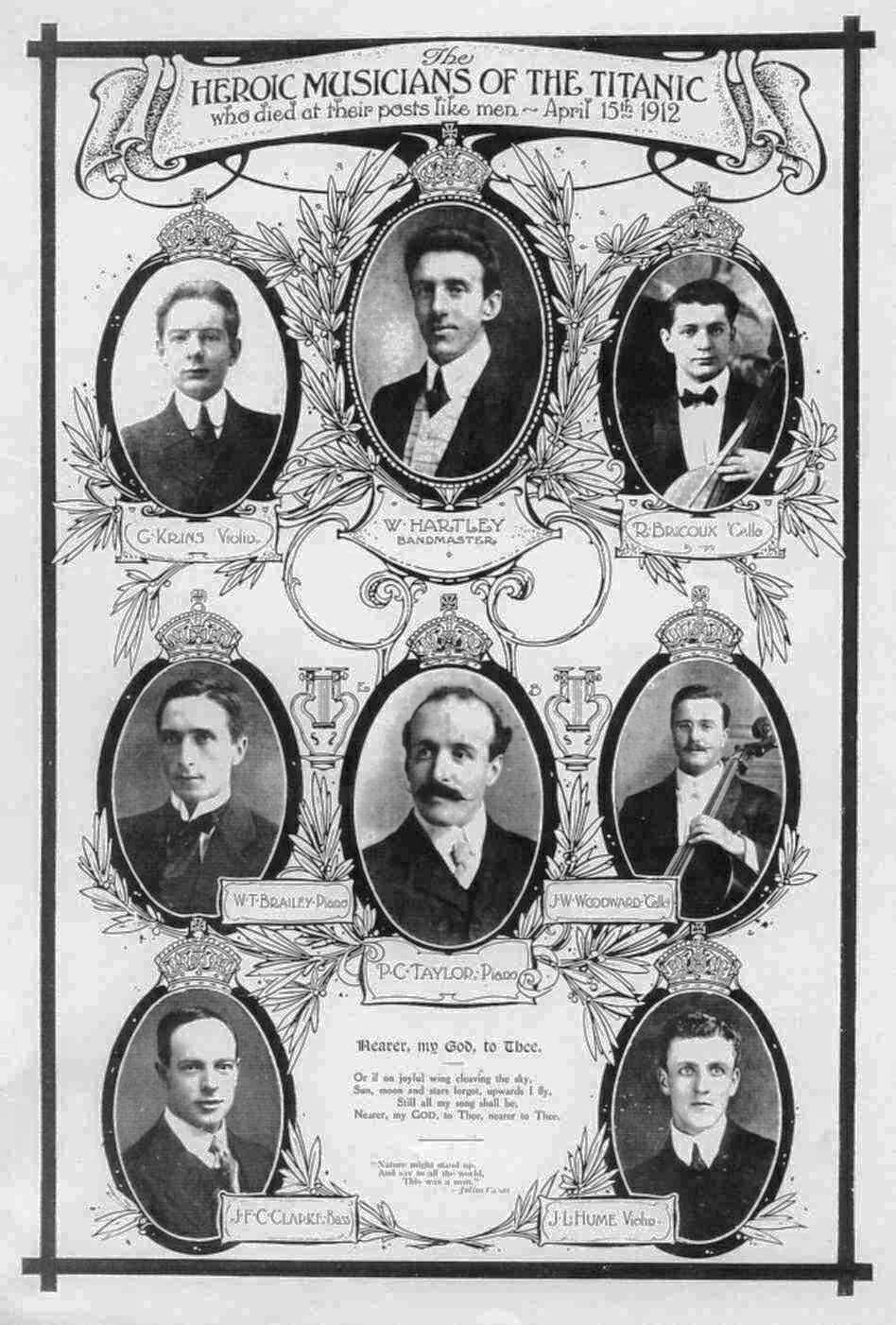
أعضاء أوركسترا تيتانيك

## الخط الزمني
تم التعاقد مع ثمانية موسيقيين أعضاء في فرقة مكونة من ثلاث آلات وفرقة مكونة من خمس آلات من خلال شركة CW & FN Black في ليفربول، صعدوا إلى السفينة من ساوثهامبتون وسافروا كركاب من الدرجة الثانية، لم يكونوا مدرجين في كشوف رواتب وايت ستار لاين ولكنهم تعاقدوا مع وايت ستار من قبل شركة CW & FN Black في ليفربول التي اختارت الموسيقيين في جميع الخطوط البريطانية تقريبًا، حتى ليلة الغرق كان العازفون يؤدون كمجموعتين منفصلتين: فرقة خماسية بقيادة عازف الكمان وقائد الفرقة الرسمية والاس هارتلي والتي كانت تعزف في وقت الشاي وحفلات ما بعد العشاء وخدمات الأحد من بين مناسبات أخرى، بينما ثلاثي الكمان والتشيلو والبيانو لجورج كرينز وروجر بريكو وثيودور برايلي كانت تعزف في مطعم À La Carte و Café Parisien. 
بعد أن اصطدمت تيتانيك بجبل جليدي وبدأت في الغرق بدأ هارتلي وزملاؤه في عزف الموسيقى للمساعدة في الحفاظ على هدوء الركاب بينما قام الطاقم بتحميل قوارب النجاة، قال العديد من الناجين إن هارتلي والفرقة استمروا في العزف حتى النهاية. وبحسب ما ورد فإن المقطوعة الأخيرة كانت ترنيمة " قربني يا إلهي إليك "،  على الرغم من أن مصادر أخرى تشير إلى أن النشيد كان "Songe d'Automne" (المعروف أيضًا باسم "الخريف").
أستمر الموسيقيين بالغزف حتى مات جميع الموسيقيين الثمانية بالغرق. 

## قائمة الموسيقيون
| اسم               | عمر | مسقط رأسه           | دولة     | مركزه                     | مرجع   |
| ----------------- | --- | ------------------- | -------- | ------------------------- | ------ |
| وليام برايلي      | 24  | لندن                | إنكلترا  | عازف البيانو              | [ 5 ]  |
| روجيه بيركو       | 20  | كوسن سور لوار       | فرنسا    | عازف التشيلو              | [ 6 ]  |
| جون كلارك         | 28  | ليفربول ، ميرسيسايد | إنكلترا  | باسيست                    | [ 7 ]  |
| والاس هارتلي      | 33  | كولن ، لانكشاير     | إنكلترا  | رئيس الفرقة ، عازف الكمان | [ 8 ]  |
| جوك هيوم          | 21  | دومفريز             | اسكتلندا | عازف كمان                 | [ 9 ]  |
| جورج كرانيس       | 23  | سبا (بلجيكا)        | بلجيكا   | عازف كمان                 | [ 10 ] |
| بيرسي تايلور      | 40  | لندن                | إنكلترا  | عازف البيانو              | [ 11 ] |
| جون ويزلي وودوارد | 32  | وست بروميتش         | إنكلترا  | عازف التشيلو              | [ 12 ] |

## النصب التذكارية

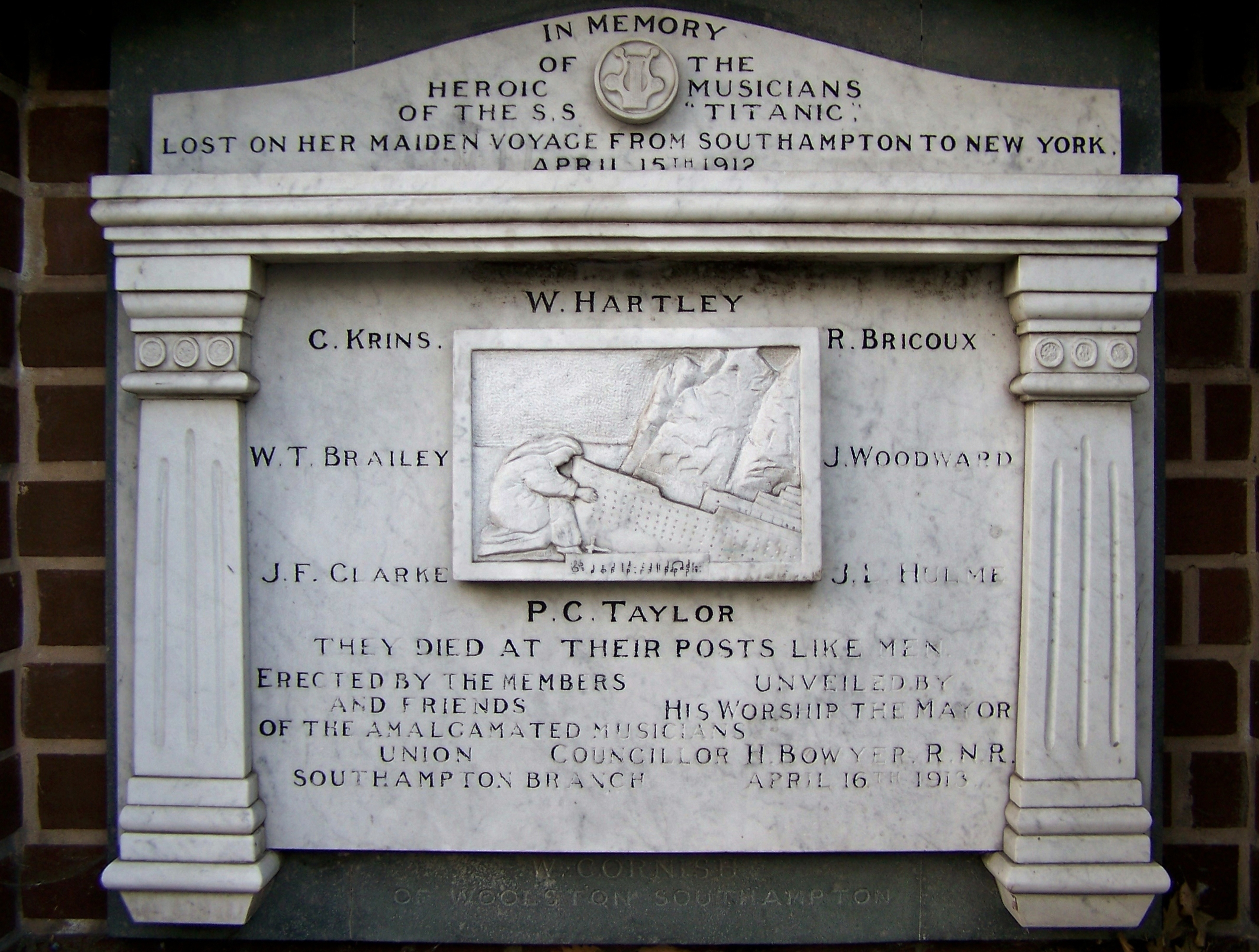
النصب التذكاري لموسيقيو تيتانيك في مدينة ساوثهامبتون في إنجلترا
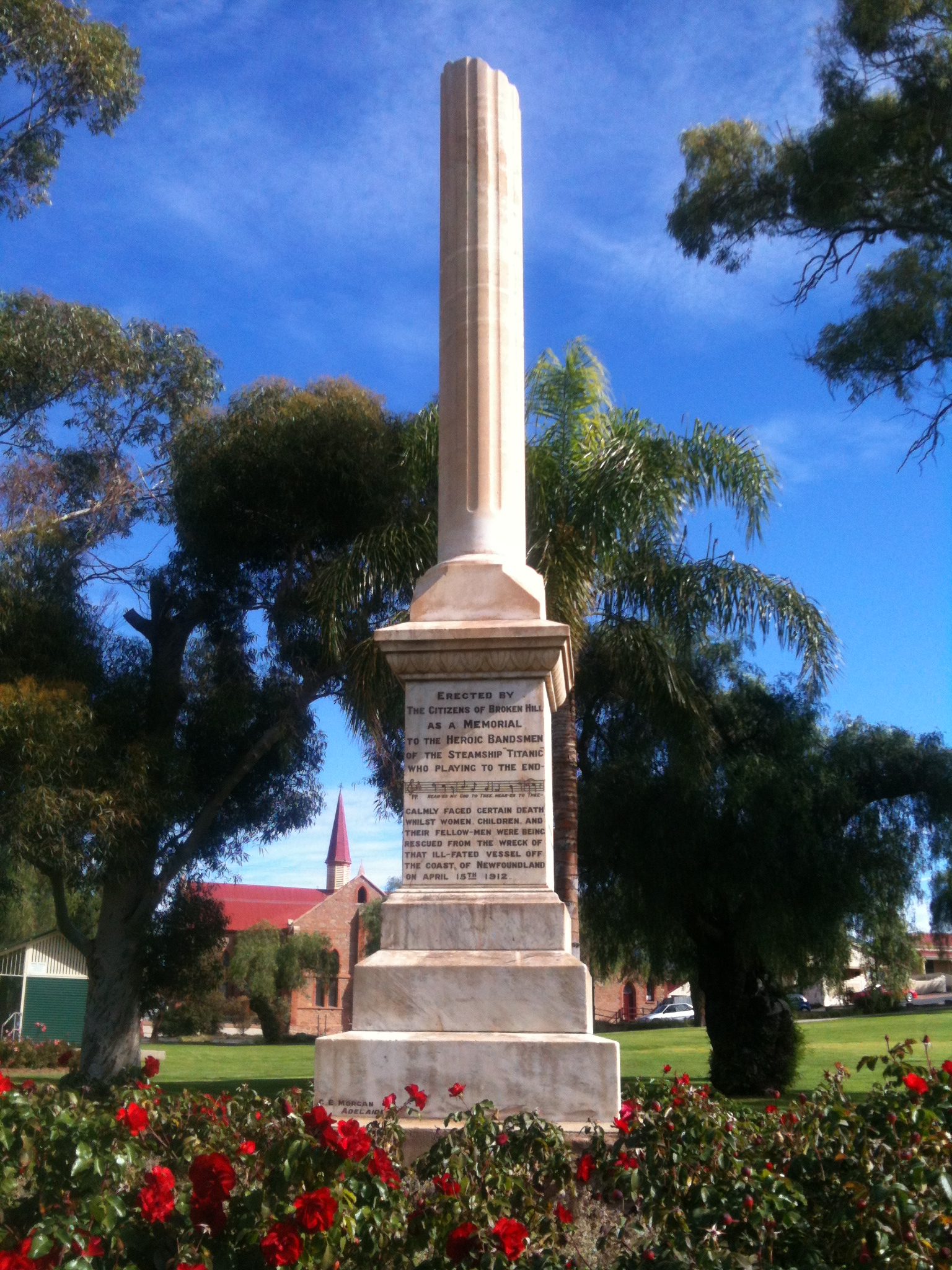
النصب التذكاري لفرقة تيتانيك الموسيقية في بروكن هيل في أستراليا وتم تأسيسه عام 1913
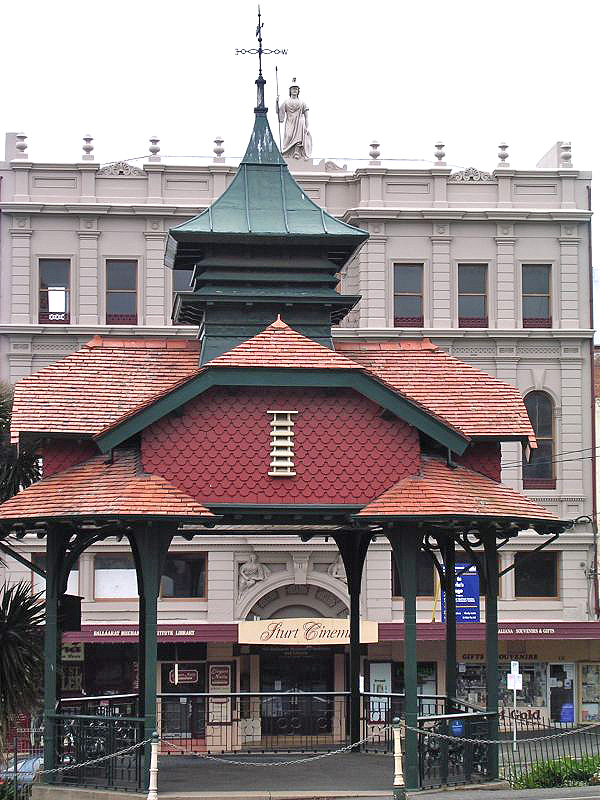
النصب التذكاري لموسيقيو تيتانيك في فيمتوريا، أستراليا، وتم إنشاءه عام 1915

## في وسائل الإعلام

### فيلم
تم إنتاج فيلمين وثائقيين عن فرقة تيتانيك .
- تم عرض الفيلم البريطاني تايتانيك: The Band Played On (اكتمل عام 2012) على التلفزيون أمس . [13]
- تم عرض الفيلم الأمريكي تايتانيك - فرقة الشجاعة (2014) على محطات نظام البث العام . [14]
- ظهر أيضاً الموسيقيون ضمن مشاهد فيلم تيتانيك لجيمس كاميرون الذي صدر عام 1997.

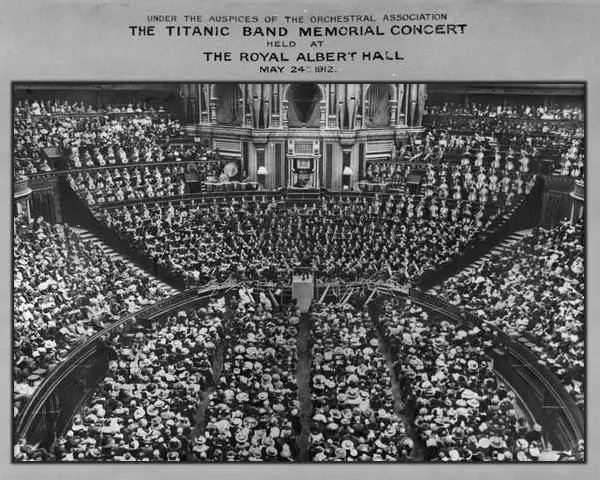
صورة حفلة تذكارية لموسيقيو تيتانيك أقيمت في مايو 1912 في قاعة ألبرت الملكية

### الأدب
تشمل الكتب المكتوبة خصيصًا عن موسيقيي تيتانيك وهم:
- كتاب ستيف تورنر الخيالي الفرقة التي لعبت: القصة غير العادية للموسيقيين الثمانية الذين ذهبوا مع تيتانيك (2011) [15]
- كتاب كريستوفر وارد غير الخيالي ، وعزفت الفرقة الموسيقية: عازف الكمان التايتانيك وصانع القفازات: قصة حقيقية للحب والخسارة والخيانة (2011) ، [16] الذي أصبح من أكثر الكتب مبيعًا في يوم الأحد وتم تحويله إلى فيلم وثائقي لقناة ديسكفري بعنوان Titanic: The Aftermath (2012). [17] تفاصيل الكتاب قصة جد وارد ، جوك هيوم. [18] [19]
- يروي كتاب الخيال لإريك فوسنيس هانسن ، Psalm at Journey's End ، قصة الموسيقيين الفرديين الذين أنهوا حياتهم المهنية ويعيشون على تيتانيك.

### موسيقى
- تؤدي فرقة موسيقى الحجرة I Salonisti ذخيرة تيتانيك في الألبوم And the Band Played On (Music Played on the Titanic) (1997) ، [20] بما في ذلك Intermezzo من Cavalleria Rusticana . عزفت أوركسترا وايت ستار هذه المقطوعة الشهيرة من أوبرا ماسكاني بعد العشاء في صالة تيتانيك في 10 أبريل 1912 ، بحسب الراكب الأب براون . [21]
- العمل البسيط The Sinking of the Titanic (1969–1972) للملحن غافن بريارز يهدف إلى إعادة إنشاء كيف يمكن للموسيقى التي تؤديها الفرقة أن يتردد صداها في الماء بعد فترة من توقفها عن الأداء.
- ألبوم هاري شابين Dance Band on the Titanic (1977) مخصص لفرق تيتانيك ويحتوي على أغنية بعنوان "Dance Band on the Titanic".
- الألبوم Titanic: Music As Heard On The Fateful Voyage (1997) ، [22] بواسطة Ian Whitcomb و White Star Orchestra ، يعيد إنشاء الأغاني التي يتم تشغيلها على متن السفينة Titanic ليلة غرق السفينة ، ويتضمن ملاحظات تفصيلية حول الموسيقى والرحلات.

### مسرح
- الفيلم الموسيقي تيتانيك لعام 1997 ، مع موسيقى وكلمات لموري يستون وكتاب بيتر ستون الذي افتتح في برودواي ، تم وضعه على خط المحيط. اجتاحت جوائز توني الموسيقية لعام 1997 ، حيث فازت جميعها بخمس جوائز تم ترشيحها بما في ذلك جائزة أفضل موسيقى وأفضل نتيجة (الثانية في Yeston لكليهما). تم تشغيل 804 عرضًا في مسرح Lunt-Fontanne . [23] هارتلي هي الشخصية الوحيدة المسماة في المسرحية الموسيقية ، بينما تظهر بقية الفرقة نفسها برقم موسيقي واحد فقط.

## أنظر أيضا
- طاقم تيتانيك